# Mazza d'armi (araldica)
La mazza d'armi è un'arma offensiva medioevale, con un manico di legno terminante con un "nocchio" (ossia una sorta di pugno) in ferro cosparso di punte a chiodo o, più raramente, con costole anch'esse in ferro. Solitamente dalla parte del manico opposta al nocchio si trova una cinghietta in cuoio, per appenderla al polso o alla sella. In araldica è presente spesso come arma parlante.

## Posizione araldica ordinaria
La mazza d'armi è rappresentata abitualmente posta in palo, posizione che si può non blasonare. Quando le mazze sono due, si rappresentano in croce di Sant'Andrea o affiancate, mentre se sono tre sono una in palo, una attraversante in sbarra ed una attraversante in sbarra e spesso sono legate insieme nel punto d'incrocio; tutte queste posizioni si blasonano.

## Attributi araldici
- Armata quando il nocchio è di smalto diverso
- Incatenate o legate sono due mazze d'armi in cui la cinghietta è sostituita da un anello che regge rispettivamente una catena o una corda che va dall'una all'altra
- Impugnate sono le tre mazze disposte una in palo e le altre in decusse

## Esempi

Mazza d'armi d'argento, posta in palo (stemma di Massa)
Mazza d'armi posta in palo (Massa e Cozzile)
D'oro, a due mazze d'armi di nero, poste in decusse, legate di rosso (famiglia Gondi)
Due mazze d'armi di rosso, poste in decusse (Ampfing, Germania)
Di rosso, a due mazze d'armi d'argento in decusse (famiglia Jehel, signori di Villy, Francia)